# كوزياني مردني
كوزياني مردني (الاسم العلمي: Cousiniopsis atractyloides) هو النوع النباتي الوحيد الذي يتبع جنس الكوزياني من فصيلة النجمية.